# 대사경로
대사경로(代謝經路, 영어: metabolic pathway)는 생화학에서 세포 내에서 일어나는 서로 연결된 일련의 화학 반응들을 지칭한다. 효소 반응의 반응물, 생성물 및 중간생성물은 효소에 의해 촉매되는 일련의 화학 반응들에 의해 변형되는 대사산물로 알려져 있다. 대사경로의 대부분의 경우 한 효소의 생성물은 다음 효소의 기질로 작용한다. 그러나 부산물은 노폐물로 간주되고 세포로부터 제거된다. 이들 효소는 보통 보조 인자(비타민과 같은 조효소, 금속 이온)가 기능을 하기 위해 필요하다.
다양한 대사경로는 진핵세포 내의 위치와 세포의 주어진 구획에서 경로의 중요성에 따라 기능한다. 예를 들어 피루브산의 산화, 시트르산 회로는 미토콘드리아 기질에서 일어나며, 전자전달계 및 산화적 인산화는 미토콘드리아 내막에서 일어난다. 대조적으로 해당과정, 오탄당 인산 경로 및 지방산 합성은 세포질에서 일어난다.
대사경로에는 에너지를 사용하여 분자를 합성하는 경로인 동화경로와 복하반 분자를 분해하고 그 과정에서 에너지를 방출하는 경로인 이화경로의 두 가지 유형이 있다.
동화경로 및 이화경로의 두 경로는 한 경로에서 방출된 에너지가 다른 경로에 의해 소모된다는 점에서 서로를 보완한다. 이화경로의 분해 과정은 동화경로의 생합성을 수행하는 데 필요한 에너지를 제공한다. 두 가지 별개의 대사경로 외에도 양쪽성 대사경로가 있는데, 이는 에너지의 필요 또는 이용 가능성에 따라 이화경로 또는 동화경로가 될 수 있다.
대사경로는 생물체 내에서 항상성을 유지하는 데 필요하며, 대사경로를 통한 대사산물의 흐름은 세포의 필요와 기질의 이용 가능성에 따라 조절된다. 대사경로의 최종 산물은 즉시 사용되거나 다른 대사경로를 시작하거나 나중에 사용하기 위해 저장될 수 있다. 세포의 물질대사는 분자의 합성(동화작용)과 분해(이화작용)을 가능하게 하는 상호 연결된 경로의 정교한 네트워크로 구성된다.

## 개관
각 대사경로는 대사 중간생성물들에 의해 연결된 일련의 생화학 반응들로 구성된다. 한 반응의 생성물은 후속 반응의 기질이 되는 식이다. 대사경로는 보통 한 방향으로 흐르는 것으로 간주된다. 모든 화학 반응들은 기술적으로 가역적이지만, 세포의 조건에서는 보통 반응이 한 항향으로 진행하는 것이 열역학적으로 더 유리하도록 되어 있다. 예를 들어 한 경로가 특정 아미노산의 합성을 담당할 수 있지만 해당 아미노산의 분해는 별개의 구분된 경로를 통해 일어날 수 있다. 이러한 규칙에 대한 예외의 한 가지 예로는 포도당 대사가 있다. 해당과정은 포도당을 분해하는 과정으로 해당과정의 여러 반응들은 가역적이며 포도당의 재합성(포도당신생합성)에 참여한다.
|  |

- 해당과정은 최초로 발견된 대사경로이다.

1. 포도당이 세포로 들어오면 해당과정의 비가역적인 첫 번째 단계에서 ATP에 의해 즉시 인산화되어 포도당 6-인산으로 전환된다.
2. 에너지원으로 지질 또는 단백질이 과도할 때 해당과정의 특정 반응은 반대로 진행되어 포도당 6-인산을 생성하고 글리코젠이나 녹말로 저장하는 데 사용된다.

- 대사경로는 보통 피드백 억제에 의해 조절된다.
- 일부 대사경로는 경로의 각 구성 요소가 시트르산 회로에서와 같이 경로의 후속 반응을 위한 기질이 되는 회로를 형성한다.
- 진핵생물에서 동화경로 및 이화경로는 보통 서로 독립적으로 일어나며, 세포소기관 내의 구획화에 의해 물리적으로 분리되거나 다른 효소 및 보조 인자의 필요에 의해 생화학적으로 분리된다.

## 주요 대사경로
|  |

### 이화경로
이화경로에서 방출되는 에너지의 일부는 고에너지 인산 결합의 형태로 저장되며, 아데노신 이인산(ADP)으로부터 아데노신 삼인산(ATP)을 생성하거나 구아노신 이인산(GDP)으로부터 구아노신 삼인산(GTP)을 생성한다. 따라서 순반응은 최종 생성물에 대해 더 낮은 자유 에너지를 가지게 하기 때문에 열역학적으로 유리하다. 이화경로는 탄수화물, 지방, 단백질과 같은 에너지원으로부터 ATP, GTP, NADH, NADPH, FADH2 등의 형태로 화학 에너지를 저장하는 에너지 방출반응이다. 최종 생성물은 보통 이산화 탄소, 물, 암모니아이다.  동화작용의 에너지 흡수반응과 이화작용의 에너지 방출반응을 짝지어서 세포는 동화경로의 전구체를 사용하여 새로운 고분자를 합성할 수 있다. 짝지어진 반응의 예로는 해당과정에서 ATP의 가수분해를 수반하는 포스포프럭토키네이스-1에 의해 과당 6-인산을 인산화하여 과당 1,6-이중인산을 생성하는 반응이 있다. 대사경로 내에서 일어나는 화학 반응은 열역학적으로 매우 유리하며 결과적으로 세포에서 비가역적이다.
과당 6-인산 + ATP → 과당 1,6-이중인산 + ADP

#### 세포 호흡
에너지를 생산하는 이화경로의 핵심 세트는 살아 있는 모든 생물체 내에서 어떤 형태로든 일어난다. 이러한 경로는 영양소의 분해에 의해 방출된 에너지를 ATP 및 에너지로 사용되는 기타 저분자(예: GTP, NADPH, FADH2)로 전달한다. 모든 세포는 해당과정에 의해 혐기성 호흡을 수행할 수 있다. 또한 대부분의 생물들은 시트르산 회로와 산화적 인산화를 통해 보다 효율적인 호기성 호흡을 수행할 수 있다. 또한 식물, 조류 및 남세균은 햇빛을 이용한 광합성을 통해 무기물로부터 유기물을 동화작용으로 합성할 수 있다.

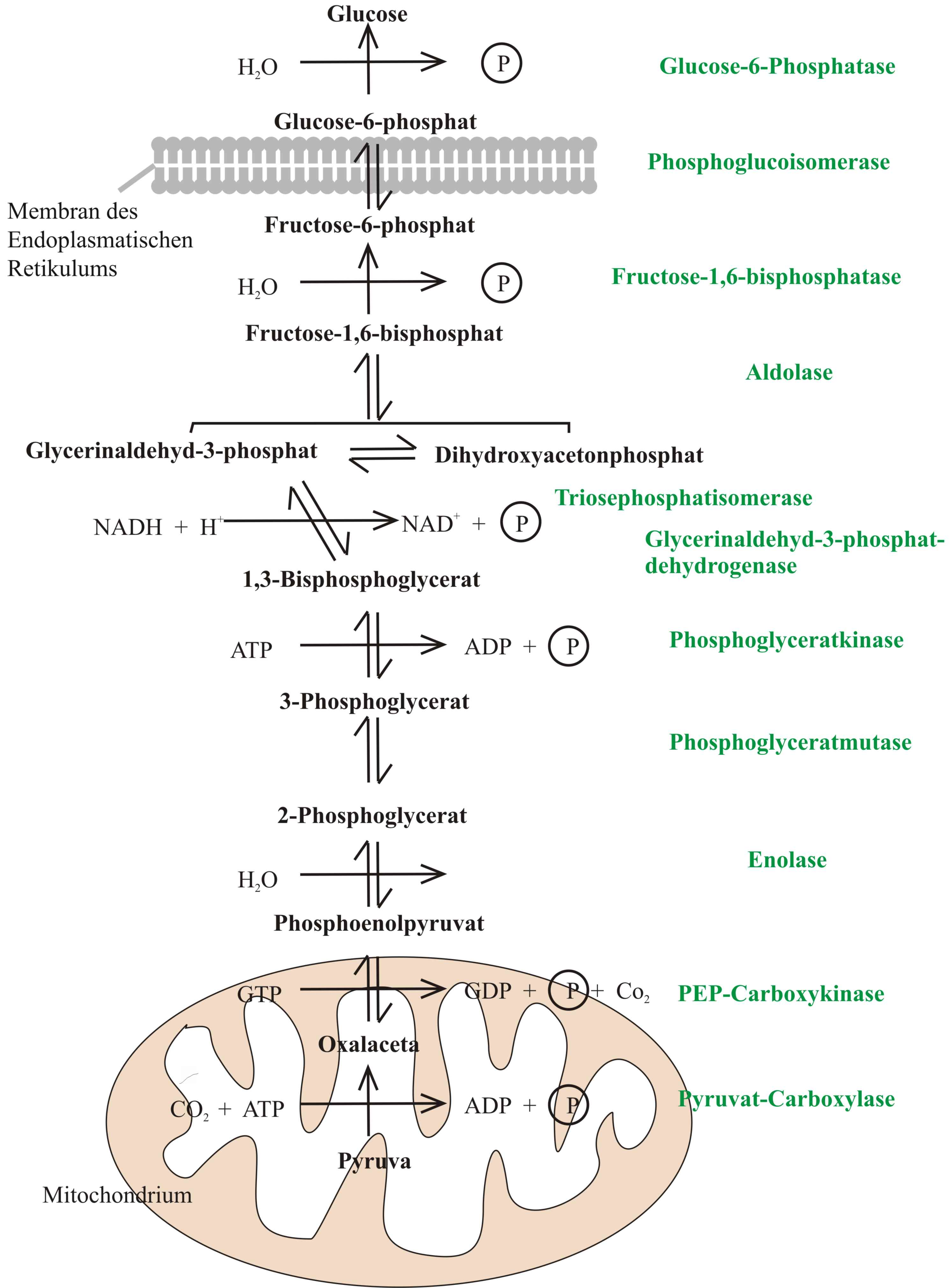
포도당신생합성의 모식도

### 동화경로
이화경로와 대조적으로 동화경로는 폴리펩타이드, 핵산, 단백질, 다당류 및 지질과 같은 거대 분자를 구성하기 위해 에너지의 투입을 필요로 한다. 동화작용의 고립된 반응은 양의 깁스 자유 에너지(+ΔG)로 인해 세포에서 유리하지 않다. 따라서 에너지 방출반응과의 짝지음을 통한 화학 에너지의 투입을 필요로 한다. 이화경로의 반응과 짝지음은 동화경로 전체의 활성화 에너지를 낮추고 반응이 일어나도록 함으로써 반응의 열역학에 영향을 미친다. 그렇지 않으면 에너지 흡수반응은 자발적이지 않게 된다.
동화경로는 생합성 경로이며, 이는 더 작은 분자들을 결합시켜 더 크고 복잡한 분자를 형성함을 의미한다. 예를 들어 포도당신생합성으로 알려진 해당과정의 역경로와 유사한 경로가 있으며, 포도당신생합성은 혈액 내의 적절한 포도당 농도를 유지하고 뇌와 근육 조직에 적잘한 양의 포도당을 공급하기 위해 간과 때로는 콩팥에서 일어난다. 포도당신생합성은 해당과정의 역경로와 유사하지만, 포도당신생합성이 자발적으로 일어나도록 하기 위해 해당과정과는 다른 4가지 효소들(피루브산 카복실화효소, 포스포엔올피루브산 카복시키네이스, 과당 1,6-이중인산가수분해효소, 포도당 6-인산가수분해효소)을 포함하고 있다.

### 양쪽성 대사경로

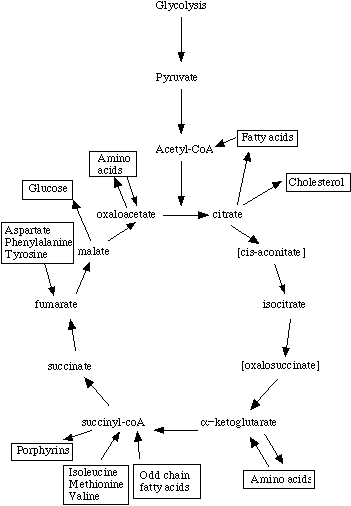
시트르산 회로의 양쪽성 대사경로로서의 특성

양쪽성 대사경로는 에너지의 이용가능성 또는 필요에 따라 이화경로 또는 동화경로가 될 수 있는 대사경로이다. 세포에서 에너지 화폐는 아데노신 삼인산(ATP)이며, 아데노신 삼인산은 에너지를 무수 인산 결합에 저장한다. ATP의 에너지는 생합성을 수행하고, 이동을 촉진하며, 세포 내부의 능동 수송을 조절하는 데 사용된다. 양쪽성 대사경로의 예로는 시트르산 회로와 글리옥실산 회로가 있다. 이러한 일련의 화학 반응들에는 에너지 생성 및 활용 경로가 모두 포함된다. 오른쪽의 그림은 시트르산 회로의 양쪽성 대사경로로서의 특성을 나타낸 것이다.
글리옥실산 회로는 탄소 화합물의 완전한 산화를 방지하고 고에너지 탄소원을 앞으로 사용할 에너지원으로 보존하기 위해 시트르산 회로를 재지정하기 때문에 시트르산 회로의 대안 경로이다. 글리옥실산 회로는 식물과 세균에서만 일어나며 포도당이 없을 때 일어난다.

## 조절
대사경로의 전체적인 흐름은 속도 결정 단계에 의해 조절된다. 속도 결정 단계는 반응 네트워크에서 가장 느린 단계이다. 속도 결정 단계는 경로의 시작 부분 근처에 위치하며 궁극적으로 경로의 전체 속도를 제어하는 피드백 억제에 의해 조절된다. 세포의 대사경로는 공유결합성 변형 또는 비공유결합성 변형에 의해 조절된다. 공유결합성 변형은 화학 결합의 추가 또는 제거를 포함하는 반면, 비공유결합성 변형(알로스테릭 조절이라고도 함)은 수소 결합, 정전기적 상호작용 및 반데르발스 힘을 통해 조절인자가 효소에 결합하는 것이다.
대사흐름이라고도 하는 대사경로의 회전율은 화학량론적 반응 모델, 대사산물의 이용률 및 지질 이중층을 가로지르는 분자의 전위 속도를 기반으로 조절된다. 조절 방법은 13C-표지법을 포함하는 실험을 기반으로 하며, 이는 핵자기 공명 분광법(NMR 분광법) 또는 기체 크로마토그래피-질량 분석법(GC-MS) 유래 질량 조성에 의해 분석된다. 앞서 언급한 기술은 세포 내 효소의 촉매 활성에 대한 단백질생성성 아미노산의 질량 분포의 통계적 해석을 종합한다.

## 대사 경로를 표적으로 하는 임상적 활용

### 산화적 인산화를 표적으로 함
대사경로는 임상 치료 용도로 표적화될 수 있다. 예를 들어 미토콘드리아 대사 네트워크 내에는 암세포의 증식을 방지하기 위해 화합물이 표적으로 삼을 수 있는 다양한 대사경로가 존재한다. 그러한 대사경로 중 하나로 전자전달계를 포함하는 산화적 인산화가 있다. 다양한 저해제는 복합체 I, 복합체 II, 복합체 III, 복합체 IV에서 일어나는 전기화학적 반응을 하향 조절하여 전기화학적 기울기의 형성을 방지하고 전자전달계를 통한 전자의 이동을 하향 조절한다. ATP 생성효소에서 일어나는 기질수준 인산화 역시 직접적으로 저해되어 암세포의 증식을 위해 에너지를 공급하는 데 필요한 ATP의 생성을 억제할 수 있다. 복합체 II와 복합체 III를 각각 저해하는 로니다민 및 아토바쿠온과 같은 저해제 중 일부는 현재 미국 식품의약국(FDA)의 승인을 위한 임상시험을 진행 중이다.

### 헴을 표적으로 함
헴의 생합성 및 흡수가 암으로 진행되는 것과 상관관계가 있기 때문에 복합체 I, 복합체 II 및 복합체 IV에 존재하는 중요한 보결분자단인 헴도 표적화될 수 있다. 다양한 분자들은 다른 메커니즘을 통해 헴을 저해할 수 있다. 예를 들어, 석시닐아세톤은 쥐의 적백혈병 세포에서 δ-아미노레불린산을 억제함으로써 헴의 농도를 감소시키는 것으로 나타났다. HSP1 및 HSP2와 같은 헴 격리 펩타이드의 1차 구조는 헴 농도를 하향 조절하고 바소형 폐암 세포의 증식을 감소시키도록 변형될 수 있다.

### 시트르산 회로 및 글루타민 분해를 표적으로 함
시트르산 회로와 글루타민 분해는 암세포의 생존과 증식에 필수적이기 때문에 암 치료의 표적이 될 수도 있다. 미국 식품의약국(FDA)의 승인을 받은 두 가지 암 치료제인 이보시데닙과 에나시데닙은 각각 아이소시트르산 탈수소효소-1(IDH1)과 아이소시트르산 탈수소효소-2(IDH2)를 저해하여 암세포의 시트르산 회로를 정지시킬 수 있다. 이보시데닙은 급성 골수종 백혈병(AML) 및 담관암에 특이적이며, 에나시데닙은 급성 골수종 백혈병(AML)에만 특이적이다.
담관암과 아이소시트르산 탈수소효소-1(IDH1)에 돌연변이가 있는 185명의 성인 환자들로 구성된 임상 시험에서 이보시데닙으로 무작위 배정된 환자들에서 통계적으로 유의미한 개선(p<0.0001; HR: 0.37)이 있었다. 그러나 이들 환자의 일부 부작용으로 피로, 메스꺼움, 설사, 식욕 감소, 복수 및 빈혈이 있었다. 급성 골수종 백혈병(AML) 및 아이소시트르산 탈수소효소-2(IDH2)에 돌연변이가 있는 199명의 성인 환자들로 구성된 임상 시험에서 환자의 23%가 에나시데닙을 투여받는 8.2개월 동안 완전 반응(CR) 또는 부분 혈액학적 회복(CRh)을 포함한 완전 반응을 경험했다. 임상 시험 시작시 수혈이 필요한 157명의 환자들 중 34%는 에나시데닙 투여 기간인 56일 동안 더 이상 수혈을 필요로 하지 않았다. 임상 시험 시작시 수혈이 필요하지 않은 환자의 42% 중 76%는 시험이 끝날 때까지 수혈이 필요하지 않았다. 에나시데니비의 부작용으로는 메스꺼움, 설사, 빌리루빈 수치 상승, 특히 레틴산 증후군이 있다.
글루타민 분해의 첫 번째 반응 동안 가수분해 탈아마이드화를 통해 글루타민을 글루탐산으로 전환시키는 효소인 글루타미네이스(GLS)도 표적화될 수 있다. 최근 몇년 동안 아자세린, 아시비신, CB-839와 같은 많은 저분자들이 글루타미네이스를 저해하여 암세포의 생존력을 감소시키고 암세포에서 세포자멸사를 유도하는 것으로 나타났다. 난소암, 유방암, 폐암과 같은 여러 유형의 암에서 효과적인 항종양 능력으로 인해 CB-839는 현재 미국 식품의약국(FDA)의 승인을 위한 임상 연구를 진행 중인 유일한 글루타미네이스(GLS) 저해제이다.

## 대사경로의 유전공학
많은 대사경로들이 상업적으로 관심 대상이다. 예를 들어 많은 항생제 또는 기타 약물의 생산은 복잡한 대사경로를 필요로 한다. 이러한 화합물을 생산하는 대사경로는 생산 목적을 위해 미생물 또는 기타 더 적합한 생물체로 이식될 수 있다. 예를 들어 항암제인 빈블라스틴의 세계적인 공급은 식물인 카타란투스 로세우스(Catharanthus roseus)로부터 전구체인 빈돌린과 카타란틴을 상대적으로 비효율적으로 추출하고 정제하여 생산되며, 이들은 화학적으로 빈블라스틴으로 전환된다. 30가지 효소 촉매 단계를 포함하는 빈블라스틴을 생산하는 생합성 경로가 효모 세포로 이식되었는 데 이는 대량 증식에 편리한 시스템이다. 이러한 유전적 변형을 통해 효모는 자신의 대사산물인 게라닐 피로인산과 트립토판을 사용하여 빈돌린과 카타란틴의 전구체를 생산할 수 있다. 이 과정은 효모 세포에서 식물의 이종 유전자 34가지의 발현을 포함하여 56가지의 유전적 편집을 필요로 했다.

## 같이 보기
- KaPPA-View4 (2010)
- 물질대사
- 대사망
- 대사망 모델링
- 대사공학
- Shq1